# 슈타디온 비너노이슈타트
슈타디온 비너노이슈타트는 오스트리아 비너노이슈타트에 위치한 경기장으로 SC 비너노이슈타트의 홈 구장으로 사용되고 있다.